# Скерневице (гмина)
Скерневице (пол. Skierniewice) — сельская гмина (волость) в Польше, входит как административная единица в Скерневицкий повет, Лодзинское воеводство. Население — 6750 человек (на 2004 год).

## Сельские округа
1. Бальцерув
2. Боровины
3. Бжозув
4. Буды-Грабске
5. Дембова-Гура
6. Юзефатув
7. Людвикув
8. Медневице
9. Медневице-Тополя
10. Мокра
11. Мокра-Лева
12. Мокра-Права
13. Нове-Ровиска
14. Новы-Людвикув
15. Паментна
16. Прушкув
17. Руда
18. Жечкув
19. Жимец
20. Самице
21. Сераковице-Леве
22. Сераковице-Праве
23. Старе-Ровиска
24. Стробув
25. Воля-Высока
26. Вулька-Стробовска
27. Залесе
28. Желязна
29. Домбровице
30. Юлькув

## Соседние гмины
1. Гмина Болимув
2. Гмина Глухув
3. Гмина Годзянув
4. Гмина Лышковице
5. Гмина Макув
6. Гмина Неборув
7. Гмина Новы-Кавенчин
8. Гмина Пуща-Маряньска
9. Гмина Рава-Мазовецка
10. Скерневице